# Sentimental Education
"Sentimental Education" je 58. epizoda HBO-ove televizijske serije Obitelj Soprano i šesta u petoj sezoni serije. Napisao ju je Matthew Weiner, režirao Peter Bogdanovich, a originalno je emitirana 12. travnja 2004.

## Radnja
Nakon što Tony shvati kako postaje sve teže brinuti se za A.J.-a, pošalje ga natrag Carmeli, koja mu daje do znanja kako sada kad se vratio očekuje puno od njega. Kako bi se pobrinula da su joj sinovljevi prioriteti pravilno raspoređeni, dogovara sastanak s Robertom Weglerom, njegovim školskim savjetnikom. Međutim, njihov razgovor o A.J.-u ubrzo skreće na zajedničku večeru. Sljedeće se večeri sastaju u otmjenom talijanskom restoranu, a ona ga kasnije strastveno poljubi u njegovu autu. Carmela zatim počinje osjećati krivnju nakon što kaže ocu Philu Intintoli za požudu koju osjeća za Weglerom. Otac Phil joj savjetuje da se ne povodi osjećajima, jer je ona u očima Crkve, još uvijek udana za Tonyja; osim toga, implicira se da on osuđuje njezinu novu vezu iz ljubomore, jer su on i Carmela ranije dijelili intimnost i bili na rubu afere. Carmela se ipak upušta u intimni odnos s Weglerom te prespava kod njega. Kasnije sve priznaje ocu Intintoli, ali nastavlja vezu. Nakon njihova sljedećeg spoja, Carmela ponovno završi u Weglerovoj kući, ali izrazi zabrinutost za A.J.-a i kaže kako ne može spavati s Weglerom jer je previše zabrinuta za njega. Odlazi iznenada, ostavivši frustriranog Weglera. Wegler sljedećeg dana pritišće jednog A.J.-eva profesora da mu povisi ocjenu za slabo napisani esej. Nakon što Carmela vidi Weglera, puno je opuštenija i ponovno se upuštaju u intimni odnos. Carmela nakon toga ponovno počne pričati o sinu. Wegler zaključuje kako ga Carmela samo koristi kako A.J.-u poboljšala ocjene, te joj kaže da želi okončati vezu. Carmela se uvrijedi, i nakon svađe, zaprijeti Wegleru "da se pazi" te izleti van.
Tony Blundetto i dalje se pokušava prilagoditi civilnom životu, ali ga živcira poslodavac Kim, koji je strog i zahtjevan. Uz pomoć Gwen, djevojke koju je upoznao preko interneta dok je bio u zatvoru, Blundetto polaže državni ispit za masažera te se nada da će otvoriti studio za masažu. Nakon što Kim čuje za Tonyjeve planove za budućnost, želi mu pomoći budući ima prazan prostor u West Caldwellu. Nakon što Tony B. zatim na ulici naiđe na 12.000 dolara, čini se kako mu sve ide u prilog. Počinje uređivati poslovni prostor, ali ga zatim obuzima autodestruktivni nagon te počne kockati po cijele noći i izgubi sav novac na kocki i skupoj odjeći. Nakon svađe s Gwen preko telefona, iskaljuje svoje frustracije pretukavši Kima, navodno jer je on radio sav njegov posao. Blundetto se zatim u Vesuviu sastaje sa svojim rođakom, Tonyjem Sopranom. Nakon što je natuknuo kako je sve zabrljao, Blundetto upita treba li Tonyju netko tko će obaviti njegov posao sa zračnim jastucima.

## Glavni glumci
- James Gandolfini kao Tony Soprano
- Lorraine Bracco kao dr. Jennifer Melfi *
- Edie Falco kao Carmela Soprano
- Michael Imperioli kao Christopher Moltisanti
- Dominic Chianese kao Corrado Soprano, Jr. *
- Steven Van Zandt kao Silvio Dante
- Tony Sirico kao Paulie Gualtieri
- Robert Iler kao A.J. Soprano
- Jamie-Lynn Sigler kao Meadow Soprano
- Aida Turturro kao Janice Soprano
- Drea de Matteo kao Adriana La Cerva
- Steve Buscemi kao Tony Blundetto

* samo potpis

### Gostujući glumci
| - Tom Aldredge kao Hugh De Angelis - Dennis Aloia kao Justin Blundetto - Kevin Aloia kao Jason Blundetto - Sharon Angela kao Rosalie Aprile - Alison Bartlett kao Gwen MacIntyre - Angela Bullock kao službenica - Mitchell Burgess kao 'Iowa' Burgess - Karl Bury kao Tom Fiske - Miryam Coppersmith kao Sophia Baccalieri - Danielle Di Vecchio kao Barbara Giglione - Robert Funaro kao Eugene Pontecorvo - Joseph R. Gannascoli kao Vito Spatafore - Fran Gennuso kao gđica Mary Bisaccy | - Dan Grimaldi kao Patsy Parisi - Kimberly Guerrero kao djeliteljica - Michelle Huber kao atraktivna žena - Liza Lapira kao Amanda Kim - Angelo Massagli kao Bobby Baccalieri Jr. - Suzy McCoppin kao konobarica - Arthur Nascarella kao Carlo Gervasi - Paul Schulze kao otac Phil Intintola - Anthony Spina kao djelitelj - David Strathairn kao Robert Wegler - Ed Vassallo kao Tom Giglione - Henry Yuk kao Sungyon Kim |

## Naslovna referenca
- Sentimentalni odgoj (eng. Sentimental Education) roman je Gustavea Flauberta, koji je napisao i Madame Bovary, koju g. Wegler preporučuje Carmeli.

## Glazba
- Tijekom odjavne špice svira "The Blues is my Business" Ette James.
- U Pauliejevu Cadillacu svira "Hold Me, Thrill Me, Kiss Me" Mela Cartera.

## Vanjske poveznice
- Sentimental Education u internetskoj bazi filmova IMDb-a